# D'ėlindė
Il D'ėlindė (in russo Дьэлиндэ?) è un fiume della Russia siberiana orientale, affluente di sinistra del Linde (bacino della Lena). Scorre nella Repubblica autonoma della Sacha (Jacuzia).
Il fiume ha origine da un piccolo lago in una zona paludosa ricca di laghi e scorre mediamente in direzione sud-orientale parallelamente al corso del Linde. La sua lunghezza è di 200 km, l'area del suo bacino è di 2 060 km². Sfocia nel Linde a 69 km dalla foce.